# Az Erdélyi Tudományos Füzetek köteteinek listája
Az alábbi lista az Erdélyi Tudományos Füzetek sorozatban megjelent könyvek listáját tartalmazza, a megjelenés időrendi sorrendjében.
1. Bitay Árpád: A moldvai magyarság: Történeti áttekintés. 1926
2. Szokolay Béla: A nagybányai művésztelep. 1926
3. Rass Károly: Reményik Sándor. 1926
4. Bitay Árpád: Gyulafehérvár Erdély művelődéstörténetében. 1926
5. Pârvan Bazil: A dákok Trójában. Ford. Ferenczi Sándor. 1926
6. Balogh Ernő: Kvarc az erdélyi Medence felső mediterran gipszeiben. 1926
7. Gál Kelemen: Brassai kűzdelmei a magyartalanságok ellen. 1927
8. Karácsonyi János: Új adatok és új szempontok a székelyek régi történetéhez. 1927
9. György Lajos: Az erdélyi magyar irodalom bibliográfiája: 1925. év.  1927
10. Keöpeczi Sebestyén József: A brassai Fekete-templom Mátyás-kori címerei. 1927
11. György Lajos: Két dialógus régi magyar irodalmunkban. 1928
12. Keöpeczi Sebestyén József: A Becse-Gergely nemzetség, az Apafi és a Bethleni gróf Bethlen család címere. 1928
13. Tavaszy Sándor: Erdélyi szellemi életünk két döntő kérdése. 1928
14. Ferenczi Miklós: Az erdélyi magyar irodalom bibliográfiája: 1926. év. 1928
15. Gyárfás Elemér: A supplex libellus valachorum. 1929
16. Ferenczi Miklós: Az erdélyi magyar irodalom bibliográfiája: 1927. év. 1929
17. Rónay Elemér: Kemény János fejedelem halála és nyugvóhelye. 1929
18. Szabó T. Attila: Az Erdélyi Múzeum Egylet XVI-XIX. századi kéziratos énekeskönyvei. 1929
19. Ferenczi Miklós: Az erdélyi magyar irodalom bibliográfiája: 1928. év, pótlásokkal az 1919-1928 évekről. 1929
20. Keöpeczi Sebestyén József: A középkori nyugati műveltség legkeletibb határai. 1929
21. György Lajos: Egy állitólagos Pancsatantra-származék irodalmunkban. 1929
22. Gál Kelemen: A nemzeti nevelés román fogalmazásban. 1930
23. Kántor Lajos: Az Erdélyi Múzeum-Egyesület problémái. 1930
24. Tavaszy Sándor: Kierkegaard személyisége és gondolkodása. 1930
25. György Lajos: A francia hellénizmus hullámai az erdélyi magyar szellemi életben. 1930
26. Papp Ferenc: Gyulai Pál id. Bethlen János körében. 1930
27. Teleki Domokos: A marosvásárhelyi Teleki-Könyvtár története. 1930
28. Csűry Bálint: Néprajzi jegyzetek a moldvai magyarokról. 1930
29. Bíró Vencel: Püspökjelölés az erdélyi római katholikus egyházmegyében. 1930
30. Rajka László: Jókai „Törökvilág Magyarországon” című regénye. 1931
31. Kántor Lajos: Hidvégi gróf Mikó Imre szózata 1856-ban az Erdélyi Múzeum és az Erdélyi Múzeum-Egyesület megalakítása érdekében. 1931
32. Temesváry János: Hét erdélyi püspök végrendelete. 1931
33. Bíró Vencel: A kolozsmonostori belső jezsuita rendház és iskola Bethlen és Rákóczy fejedelmek idejében. 1931
34. Ferenczi Miklós: Az erdélyi magyar irodalom bibliográfiája: 1930. év. 1931
35. Szabó T. Attila: Az Erdélyi Múzeum Vadadi Hegedüs-kódexe. 1931
36. Gyalui Farkas: A Döbrentei-pályázat és a Bánk bán. 1931
37. Ferenczi Miklós: Az erdélyi magyar irodalom bibliográfiája: 1929. év. 1931
38. Hofbauer László: A Remény című zsebkönyv története (1839-1841). 1931
39. Kristóf György: Kazinczy és Erdély. 1932
40. Balogh Jolán: Olasz falfestmények Gyulafehérvárt. 1932
41. György Lajos: A mezőgazdasági hitelkérdés rendezésére irányuló törekvések a román törvényhozásban. 1932
42. Dömötör Sándor: Vida György facetiái. 1932
43. Ferenczi Miklós: Az erdélyi magyar irodalom bibliográfiája. 1932
44. György Lajos: Eulenspiegel magyar nyomai. 1932
45. Hofbauer László: Az Erdélyi Hiradó története (1827-1848). 1932
46. Kemény Katalin: Erdélyi emlékírók. 1932
47. Szabó T. Attila: Közép-szamos-vidéki határnevek. 1932
48. Asztalos Miklós: A székelyek őstörténete letelepülésükig. 1932
49. Balogh Arthur: A székely vallási és iskolai önkormányzat. 1932
50. Varga Béla: Az individualitás kérdése. 1932
51. Kristóf György: Báró Eötvös József utazásai Erdélyben. 1932
52. Dömötör Sándor: A cigányok temploma. 1932
53. Kántor Lajos: Magyarok a román népköltészetben. 1933
54. Tavaszy Sándor: A lét és valóság. 1933
55. Szabó T. Attila: Adatok Nagyenyed XVI-XX. századi helyneveinek ismeretéhez. 1933
56. Kántor Lajos: Kölcsönhatás a magyar és a román népköltészetben. 1933
57. György Lajos: Magyar anekdotáink Naszreddin-kapcsolatai. 1933
58. Imre Lajos: A falunevelés irányelvei. 1933
59. Ferenczi Miklós: Az erdélyi magyar irodalom bibliográfiája 1932. év. 1933
60. Bíró József: A kolozsvári Bánffy-palota és tervező mestere, Johann Eberhard Blaumann. 1933
61. Veress Endre: A történetíró Báthory István király. 1933
62. Juhász Kálmán: Két kolozsmonostori püspökapát a XVI. században. 1933
63. Veress Endre: Gróf Kemény József. 1933
64. Boros György: Carlyle. 1933
65. Kristóf György: Szabolcska Mihály Erdélyben. 1934
66. Jancsó Elemér: Az irodalomtörténtírás legújabb irányai. 1934
67. Veress Endre: A moldvai csángók származása és neve. 1934
68. Ferenczi Miklós, Valentiny Antal: Az erdélyi magyar irodalom bibliográfiája 1933. év. 1934
69. Balogh Jolán: Márton és György kolozsvári szobrászók. 1934
70. Oberding József György: A kolozsvári Gondoskodó Társaság. 1934
71. Papp Ferenc: Gyulai Pál a kolozsvári református kollégiumban. 1934
72. Kántor Lajos: Erdély a világháborút tükröző román irodalomban. 1934
73. Rajka László: Jókai román tárgyú novellái. 1935
74. Juhász Kálmán: Műveltségi állapotok a Temesközben a török világban. 1935
75. Valentiny Antal: Az erdélyi magyar irodalom bibliográfiája. 1934. év. 1935
76. Venczel József: A falumunka és az erdélyi falumunka-mozgalom. 1935
77. Kristóf György: Eminescu Mihály költeményei. 1935
78. Lakatos István: Magyaros elemek Brahms zenéjében. 1935
79. Bíró József: A bonczhidai Bánffy-kastély. 1935
80. Bíró József: Magyar művészet és erdélyi művészet. 1935
81. Kozocsa Sándor: Históriás ének Bocskay Istvánról. 1936
82. György Lajos: Anyanyelvünk védelme. 1936
83. Szabó T. Attila: Zilah helynévtörténeti adatai a XIV-XX. században. 1936
84. Révész Imre: Méliusz és Kálvin: Viszonyuk a Stancaro elleni harcban, a szentháromságtani küzdelemben és némely másodrendű teológiai vitakérdésekben. 1936
85. Balogh Ernő: Dr. Szádeczky-Kardoss Gyula. 1936
86. Monoki István: Romániában az 1935. évben megjelent román-magyar és magyar időszaki sajtótermékek címjegyzéke. 1936
87. Lakatos István: Az új magyar műzene. 1936
88. Rass Károly: A mi regényirodalmunk.' 1936
89. Grandpierre Edit: A kolozsvári Szent Mihály templom története és építészete 1349-től napjainkig. 1936
90. Valentiny Antal: Románia magyar irodalmának bibliográfiája. 1935. év. 1936
91. Gyárfás Elemér: Gyárfás Elek útinaplója 1844-ból. 1937
92. Szabó T. Attila: Dés helynevei. 1937
93. Szabó T. Attila: Nireş-Szásznyíres település-, népiség-, népesedés- és helytörténeti viszonyai a XIII-XX. században. 1937
94. Valentiny Antal: Románia magyar irodalmának bibliográfiája. 1936. év. 1937
95. Jászay Károly: Magyar luteránus megmozdulások Cluj-Kolozsváron (1798-1861). 1937
96. Jancsó Elemér: Nyelv és társadalom. 1937
97. Szabó T. Attila: Kelemen Lajos tudományos munkásságának negyven éve. 1938
98. Lakatos István: A román zene fejlődéstörténete. 1938
99. Szabó T. Attila: A transylvan magyar társadalomkutatás. 1938
100. György Lajos: Dr. Bitay Árpád életrajzi adatai és tudományos munkássága. 1938
101. Kántor Lajos: Czegei gróf Wass Ottilia, az Erdélyi Múzeum-Egyesület nagy jótevője. 1938
102. Valentiny Antal: Románia magyar irodalmának bibliográfiája. 1937. év. 1938
103. Valentiny Antal: Románia magyar irodalmának bibliográfiája. 1938. év. 1939
104. Szabó T. Attila: Levéltári adatok faépitészetünk történetéhez II. – Székelykapuk és fazárak. 1939
105. Makkai Endre, Nagy Ödön: Adatok téli néphagyományaink ismeretéhez. 1939
106. György Lajos: Dr. Rajka László élete és tudományos munkássága. 1939
107. Szabó T. Attila, Herepei János: Levéltári adatok faépitészetünk történetéhez I. – Fatemplomok és haranglábak. 1939
108. Lakatos István: A muzsikus-Ruzitskák Erdélyben. 1939
109. Domokos Pál Péter: Zemlény János kéziratos énekeskönyve (XVII. század.) 1939
110. Fábián Béla: Nagykend helynevei. 1939
111. Szabó T. Attila: Bábony története és települése. 1939
112. György Lajos: Az Erdélyi Múzeum története 1874-1937. 1939
113. Kristóf György: Az erdélyi magyar vidéki hírlapirodalom története a kiegyezésig. 1939
114. Szabó T. Attila: A kalotaszegi nagybirtokok jobbágyságának szolgáltatása és adózása (1640-1690.) 1940
115. Valentiny Antal: Románia magyar irodalmának bibliográfiája. 1939. év. 1940
116. Kántor Lajos: Párhuzam az Erdélyi Múzeum-Egyesület és az Astra megalakulásában és korai működésében. 1940- HIÁNYOS
117. Keöpeczi Sebestyén József: A Cenk-hegyi Brasovia-vár temploma. 1940
118. György Lajos: A magyar nábob. 1940
119. Palotay Gertrud: Árva Bethlen Kata fonalas munkái. 1940
120. Nagy Géza: Geleji Katona István személyisége levelei alapján. 1940
121. Imre Lajos: A közművelődés mint társadalmi feladat. 1940
122. Keöpeczi Sebestyén József: Régi székely népi eredetű műemlékeink. 1940
123. Balogh Arthur: A nemzetek szövetsége húsz évi működésének mérlege. 1940
124. Bíró Sándor: A Tribuna és a magyarországi román közvélemény. 1941
125. Ferenczi Sándor: Régészeti megfigyelések a limes dacicus északnyugati szakaszán. 1941
126. Palotay Gertrud: Régi erdélyi hímzésminta-rajzok. 1941
127. Herepei János: A dési református iskola XVII. és XVIII. századbeli igazgatói és tanítói. 1941
128. Tóth Zoltán: Iorga Miklós és a székelyek román származásának tana. 1941
129. Nyárády Erazmus Gyula: Kolozsvár környékének mocsárvilága. 1941
130. Ady László: Magyarkapus helynevei. 1941
131. Szabó T. Attila: Újabb adatok és pótlások kéziratos énekeskönyveink és verses kézirataink könyvészetéhez. 1941
132. Bíró Vencel: Gr. Batthyány Ignác. 1741-1798. Emlékezés születésének kétszázéves évfordulóján. 1941
133. Herepei János, Szabó T. Attila: Könyvészeti tanulmányok. 1942
134. Herepei János, Szabó T. Attila: Scholabeli állapotok Apáczai Csere János Kolozsvárra jövetele előtt. 1942
135. Kelemen Lajos, Szabó T. Attila: Radnótfája története. 1942
136. Entz Géza: A csicsókeresztúri római katolikus templom. 1942
137. Debreczeni László: Széljegyzetek egy népművészetünkről szóló munkához. 1942
138. Mikó Imre: A törvényhozói összeférhetetlenség. 1942
139. Bíró Vencel: Gróf Zichy Domonkos Erdélyben. 1942
140. Balogh Ödön: Néprajzi jegyzetek a csügési magyarokról. 1942
141. Kristóf György: Tudományos intézetek Erdélyben 1919-ig. 1942
142. Tolnai Gábor: Gróf Lázár János, a Voltaire-fordító. Jegyzetek az erdélyi felvilágosodás történetéhez. 1942
143. Imreh Barna: Mezőbánd helynevei. 1942
144. Jakó Zsigmond: Az Erdélyi Nemzeti Múzeum Levéltárának múltja és feladatai. 1942
145. Tóth Zoltán: A román történettudomány és a székelyföldi románság kérdése. 1942
146. Nagy Géza: Társadalmi ellentétek a régi erdélyi református egyházban. 1942
147. Entz Géza: A dési református templom. 1942
148. Borbély Andor: Erdélyi városok képeskönyve 1736-ból. 1943
149. Makkai László: Szolnok-Doboka megye magyarsága. 1943
150. Gazda Ferenc: Gróf Kemény József és Mike Sándor levelezése. 1943
151. Palotay Gertrud, Szabó T. Attila: Mezőségi magyar hímzések. 1943
152. Vita Zsigmond: A nagyenyedi Bethlen-kollégium ifjúságának irodalmi törekvései a reform-korszak kezdetén. 1943
153. Gálffy Mózes, Márton Gyula, Szabó T. Attila: Huszonöt lap „Kolozsvár és vidéke népnyelvi térképé”-ből. 1943
154. Mikó Imre: A magyar államnyelv kérdése a magyar országgyűlés elött 1790-1825. 1943
155. Vita Zsigmond: Románia magyar irodalmának bibliográfiája 1940-ben, a bécsi döntés utáni időszakban és 1941-ben. 1943
156. Makkai László: Az erdélyi románok a középkori magyar oklevelekben. 1943
157. Kristóf György: Fadrusz Mátyás királya és Vörösmarty Szép Ilonkája. 1943
158. Entz Géza: A középkori székely művészet kérdései. 1943
159. Balogh Artúr: Erdély nemzetiségi kérdései. 1943
160. Bogáts Dénes: Háromszéki oklevélszójegyzék. 1943
161. György Lajos: A Benigni-Könyvtár. 1943
162. Győrffy István: Erdély virágtalan növényei (Cryptogamae) a kutatás jövőtnéző megvilágításában. 1943
163. Vita Zsigmond: A Bethlen-kollégiumi színjátszás a XVII. és XVIII. században. 1943
164. Tavaszy Sándor: A két Apafi fejedelem. 1943
165. László Gyula: Erdély településtörténetének vázlata Szent István koráig. 1943
166. Entz Géza: Szolnok-Doboka középkori művészeti emlékei. 1943
167. Ferenczi István: Csikkarcfalvi régiségek. 1943
168. Szabó T. Attila: Dés települése és lakossága. 1943
169. Mozsolics Amália: A magyarországi bronzkor kronológiájáról. 1943
170. Németh Gyula: Kőrösi Csoma Sándor lelki alkata és fejlődése. 1943
171. Nagy Jenő: Lakodalom a kalotaszegi Magyarvalkón. 1943
172. Mikecs László: A moldvai katolikusok 1646-47. évi összeírása. 1944
173. Tárkány Szűcs Ernő: A juhtartás népi jogszabályai Bálványosváralján. 1944
174. Márton Gyula: Ördöngösfüzes helynevei. 1944
175. Vita Zsigmond: Románia magyar irodalmának bibliográfiája 1942-ben. 1944
176. Guoth Kálmán: Eszmény és valóság Árpádkori királylegendáinkban. 1944
177. Venczel József: A volt határőrezredek vagyonának sorsa. 1944
178. Makkai Ernő: Sipos Pál és Kazinczy Ferenc. 1944
179. Balogh Artúr: Hűtlenségi per országgyűlési beszéd miatt. 1944
180. M. Nagy Ottó: Gyarmathi Sámuel élete és munkássága. 1944
181. Mikecs László: Új erdélyi tudomány. 1944
182. Nagy Jenő: Család-, guny- és ragadványnevek a kalotaszegi Magyarvalkón. 1944
183. Kovács Ágnes: A kalotaszegi Ketesd mesekincse. 1944
184. Bónis György: Hagyomány és haladás az erdélyi jog fejlődésében. 1944
185. Méri István: Középkori temetőink feltárásmódjáról. 1944
186. Jakab Antal: Az erdélyi római katolikus püspöki szék betöltésének vitája a XVII. században. 1944
187. Zsakó Gyula: Egy XVIII. századi torockói napló. 1944
188. Balogh Jolán: Pákei Lajos rajzai Kolozsvár építészeti emlékeiről. 1944
189. Palotay Gertrud: A szolnokdobokai Szék magyar hímzései. 1944
190. Kristóf György: Reményik Sándor. 1944
191. László Gyula: A korszerű Régészeti Múzeum. Tanulságok a kievi történeti múzeum kiállításáról. 1945
192. Gergely Béla, Szabó T. Attila: A szolnokdobokai Tőki völgy helynevei. 1945
193. Márton Gyula: A Szolnokdobokai Árpástó helynevei. 1945
194. Balogh Artúr: A jobbágyfelszabadítás egyik lelkes harcosa a reformkorban. 1945
195. Bíró Vencel: A kolozsvári jezsuita egyetem szervezete és építkezései a XVIII. században. 1945
196. Faragó József: A „Remény” harmadik kötetének kézirata. 1945
197. Jakó Zsigmond: Az elpusztult települések kutatása. 1945
198. Buza László: A szocialista szovjet köztársaságok uniója mint összetett állam. 1945
199. Buza László: Új nemzetközi jogi elvek az egyesült nemzetek san-franciscoi alapokmányában. 1946
200. Gündisch Gusztáv: Haller Péter gazdasági vállalkozásai. 1947
201. Szabó T. Attila: Népi mesterek és tisztségviselők a XVI-XIX. századból. 1947
202. Ferenczi István: Római épület maradványa Kovásznán. 1947
203. Isák József: Nemzethalál-félelem a régi magyar költészetben. 1947
204. György Lajos: A magyar és az orosz irodalom kapcsolatai. 1947
205. Jakó Zsigmond: Az erdélyi vajda kancelláriájának szervezete a XVI. század elején. 1947
206. Juhász István: A székelyföldi református egyházmegyék. 1947
207. Herepei János: A gyalui iskola régi mesterei. 1947
208. ifj. Kós Károly: Az Erdélyi Nemzeti Múzeum néprajzi tárának faekéi. 1947
209. Imreh István: A fejedelmi gazdálkodás Bethlen Gábor idejében. 1992
210. Demény István Pál, Dávid Gyula: A Szent László-legenda és Molnár Anna balladája. 1992
211. Csetri Elek, Fábián Ernő, Benkő Samu, Nagy György, Dávid Gyula: Emlékezés Széchenyi Istvánra Erdélyben 1991-ben. 1992
212. Benkő Samu: Nagy Géza a literátor és művelődésünk mindenese. 1992
213. Antal Árpád: György Lajos életműve. 1992
214. Gaal György, Dávid Gyula: Berde Áron útja a természettudományoktól a közgazdászatig. 1993
215. Muckenhaupt Erzsébet, Dávid Gyula: XVI. századi német reneszánsz típusú szignált könyvkötések a csíksomlyói műemlékkönyvtár gyűjteményében. 1993
216. Kovács András: A radnóti várkastély. 1994
217. Borcsa János, Bodor András, Péntek János, Berta Árpád, Bakk Pál, Senga Toru: Szentkatolnai Bálint Gábor. 1994
218. Dávid Gyula, Bartha János, Benda Kálmán, Benkő Loránd, Benkő Samu, F. Csanak Dóra, Éder Zoltán, Éder Zoltánné, Egyed Emese,  Enyedi Sándor, D. Nagy Anikó, Péntek János, Pomogáts Béla, Szathmári István, Tófalvi Zoltán, Tonk Sándor, Tóth István, Zsigmond Győző: Az Erdélyi Magyar Nyelvmívelő Társaság kétszáz éve (1793-1993). 1994
219. Bura László: A Szatmári Református Kollégium és diákjai (1610-1852). 1994
220. Csetri Elek, Orosz István, Egyed Ákos, Pölöskei Ferenc, Imreh István, Benkő Samu, Kiss András: Emlékezés Kossuth Lajosra Erdélyben 1994-ben. Az EME 1994. április 16-án tartott emlékülésén elhangzott előadások. 1994
221. Gaal György: Magyarok utcája. 1995
222. Jakó Zsigmond: Ezerszáz esztendő. 1996
223. Benkő Elek, Demeter István, Székely Attila: Középkori mezőváros a Székelyföldön. 1997
224. Coroi Artúr, Sipos Gábor: Adalékok Háromszék iskolatörténetéhez. 1998
225. Egyed Emese: Levevék fejemről Múzsák sisakomat : Barcsay Ábrahám költészete. 1998
226. Vofkori Mária: Társadalmi és gazdasági változások az udvarhelyszéki Havasalján a 17-18. században. 1999
227. Sájter Laura: A magyar szecessziós dráma stílusa. 1999
228. Kovács Kiss Gyöngy: A Habsburg-uralom erdélyi kiteljesedésének folyamata a korabeli magyar emlékirodalom láttatásában : 17. század vége – 19. század eleje. 2000
229. Sipos Gábor: Az Erdélyi Református Főkonzisztórium kialakulása 1668-1713-(1736). 2000
230. Berszán István, Orbán Gyöngyi, Gábor Csilla, Hevesi Zoltán István, Orosz Judit, Tóth Zsombor, Veress Károly, Balázs Imre József: Dialógus és retorika: A III. Hermész táborban elhangzott előadások. 2001
231. Ajtay-Horváth Magda: A szecesszió stílusjegyei a századforduló magyar és angol irodalmában. 2001
232. Egyed Emese: Álmodónk, Vörösmarty: Tanulmányok. 2001
233. Jan Andrea Bernhard: Petrus Dominicus Rosius à Porta: Album amicorum. Egy Magyarországon és Erdélyben tanult svájci diák emlékkönyve. 2001
234. Egyed Emese: Mennyei barátom! Barcsay Ábrahám levelei Orczy Lőrinchez, 1771-1789. 2001
235. Benkő Samu, Holler László, Paczolay Gyula, Buzogány Dezső, Tóth István, Bányai Réka: Baranyai Decsi Csimor János emlékezete. 2001
236. Bicsok Zoltán: Torda város története és statútuma. Csipkés Elek kézirata 1823-ból. 2001
237. Benkő Loránd, Bóna István, Jakó Zsigmond, Tonk Sándor, Vekov Károly: Erdély a keresztény magyar királyságban. 2001
238. Nagy-Tóth Ferenc, Fodorpataki László: Élettudományi kutatások Erdélyben. 2002
239. Benkő Samu, Debreczeni-Droppán Béla, Egyed Ákos, Mikó Imre, T. Szabó Levente, Debreczeni Márton, Sipos Gábor: Debreczeni Márton emlékezete. 2003
240. T. Szabó Csilla: A deverbális igeképzés a XVI-XVIII. században az Erdélyi magyar szótörténeti tár adatanyaga alapján. 2003
241. M. Bodrogi Enikő: Jósika Miklós műveinek fogadtatástörténete. 2003
242. Berszán István: Tudomány – egyetem – diszciplína: A Babeş-Bolyai Tudományegyetem Magyar Irodalomtudományi Tanszékének 2001. október 26-27-én megrendezett "házikonferenciáján" elhangzott előadások. 2003
243. Tar Gabriella-Nóra: Gyermek a 18. és 19. századi Magyarország és Erdély színpadjain. 2004
244. Benő Attila, András Zselyke: A kölcsönszó jelentésvilága. 2004
245. Szilágyi N. Sándor: Elmélet és módszer a nyelvészetben különös tekintettel a fonológiára. 2004
246. Egyed Emese, Király Emőke, Fekete Magdolna Beáta, Berki Tímea, Dohi Zsuzsanna, Biró Annamária, Kovács Eszter: Aranka György gyűjteménye 1. 2004
247. Benkő Elek: Kolozsvár magyar külvárosa a középkorban. 2004
248. Dávid Gyula, Egyed Ákos, Kötő József: Kossuth Lajos és Erdély. 2004
249. Egyed Ákos: Az erdélyi magyarság történetéből : 1790-1914. 2004
250. Jeney-Tóth Annamária: Míves emberek a kincses Kolozsvárott. 2004
251. Fóris-Ferenczi Rita: A visszahatás kifejezése a magyar nyelvben történeti megközelítésben. 2005
252. Végh Balázs Béla: Kanonizáció a kisebbségi irodalmakban. 2005
253. Péntek János: A nyelvész Brassai élő öröksége. 2005
254. Máthé Dénes: A költői kép szemiotikai és irányzati vizsgálata a két világháború közti magyar költészetben. 2005
255. Gálffy Mózes, Murádin László: Magyarói nyelvjárási tanulmányok. 2005
256. Balogh Judit: A székely nemesség kialakulásának folyamata a 17. század első felében.
257. Sas Péter, Sipos Gábor: A sepsiszentgyörgyi Székely Nemzeti Múzeum elmenekített anyagának pusztulása 1945-ben. 2006
258. Dánl Veronika: Az őnagysága széki így deliberála. 2006
259. Fazekas Emese: A fel, le és alá igekötők használati köre a kései ómagyar kortól napjainkig. 2007
260. Benkő Samu: Nagy Géza, a literátor és művelődésünk mindenese. (II. kiadás) 2007
261. W. Kovács András: Magyar vonatkozású oklevélközlések Romániában. 2009
262. Gaal György: Az Erdélyi Tudományos Füzetek története és könyvészete. 2009
263. Varga P. Ildikó: Hiisi szarvasától a csodaszarvasig: a Kalevala magyar fordításai. 2010
264. Pál Judit: Unió vagy „unificáltatás”? 2010
265. W. Kovács András: Az erdélyi vármegyék középkori archontológiája. 2010
266. Kelemen Lajos, Sipos Gábor, B. Nagy Margit: Kézirattári értékeink. 2010
267. Biró Annamária: Aranka György Erdély-története. 2010
268. Papp Klára: Az erdélyi Csákyak. 2011
269. Sándor Katalin: Nyugtalanító írás/képek. 2011
270. Biró Annamária: Nemzetek Erdélyben. August Ludwig Schlözer és Aranka György vitája. 2011
271. Kovács Sándor: Angolszász–magyar unitárius érintkezések a 19. században. 2011
272. Zsemlyei Borbála: Kicsinyítő képzők az erdélyi régiségben. 2011
273. Gálfi Emőke: Az aradi káptalan jegyzőkönyvtöredéke (1504-1518). 2011
274. Berki Tímea: Magyar–román kulturális kapcsolatok a 19. század második felében. Értelmiségtörténeti keret. 2012
275. Bogdándi Zsolt: A kolozsmonostori konvent a fejedelemség korában. 2012
276. Hegyi Géza, W. Kovács András: A Szilágyság és a Wesselényi család (14–17. század). 2012
277. Pósta Béla, Vincze Zoltán: Az Erdélyi Nemzeti Múzeum Érem- és Régiségtárának története. 2013
278. Gidó Attila: Oktatási intézményrendszer és diákpopuláció Erdélyben 1918-1948 között. 2013
279. Dávid Péter: "Itt van a` legvégső óltára Pallásnak" 2013
280. Gulyás László Szabolcs: Városfejlődés a középkori Máramarosban. 2014
281. Benő Attila: Kontaktusjelenségek az erdély magyar nyelvváltozatokban. 2014
282. Demeter Zsuzsa: Költői tradíció és könyvkiadás: Gyöngyösi István példája. 2014
283. Papp Kinga: Tollforgató Kálnokiak. 2015
284. Gálfi Emőke: A gyulafehérvári hiteleshely levélkeresői (1556–1690). 2015
285. Dáné veronika: „Mennyi jobbágya és mennyi portiója”. Torda vármegye birtokos társadalma a 17. század első felében. 2016
286. Murádin Jenő: Fegyverek és múzsák: Erdély művészete az első világháború idején. 2016
287. Bogdándi Zsolt, Fejér Tamás: Hivatalnok értelmiség a kora újkori Erdélyben. 2017
288. Zsoldos Ildikó: Hatalmi törekvések és politikai platformok Szatmárban az 1905–1906-os kormányzati krízis idején. 2018
289. Vulkán Vera Tünde: Mártonfi József tanulmányi főigazgató és cenzor. 2018
290. Sófalvi Emese: Zeneoktatás a kolozsvári Muzsikai Conservatoriumban 1819–1869 között. 2020
291. Csata Adél: Benkő József, a historia litteraria művelője. 2020
292. Vogel Zsuzsa: Az olvasás útjain, a biográfiától a közköltészetig. 2020
293. Bogdándi Zsolt, Fejér Tamás, Jakó Klára: Hivatalnok értelmiség a kora újkori Erdélyben és a Magyar Királyságban I. 2020
294. Magyar Zoltán: Erdély védőszentje. 2021
295. Gálfi Emőke: Gyulafehérvár és uradalma a 16. század második felében. 2021
296. Both Noémi Zsuzsanna: A székely faluközösség nótáriusa. 2021
297. Jankó Szép Yvette: Színház fordított tájban. 2021
298. Murádin Jenő: Város az Aranyos mentén. 2021
299. Benő Eszter: A műfordítás poétikája. 2021
300. Egyed Emese: Francia iskola. 2023